# Hans Norbye
Hans Julius Eriksen Norbye (Tromsø, 16 gennaio 1987) è un calciatore norvegese, difensore dell'Alta.

## Biografia
Norbye è nato a Tromsø, ma è cresciuto a Karasjok.

## Carriera

### Club
Norbye ha giocato nelle giovanili del Nordlys, per cui ha giocato 2 partite in prima squadra nel 2002, in 3. divisjon: affinché potesse essere utilizzato, la squadra ha chiesto un'autorizzazione speciale, poiché il calciatore aveva soltanto quindici anni.
Nel 2003 è entrato nelle giovanili del Tromsø. Ha esordito in prima squadra l'8 giugno 2006, subentrando a Morten Pedersen in occasione della vittoria per 0-3 arrivata sul campo dell'Hammerfest, in una sfida valida per il secondo turno del Norgesmesterskapet.
L'anno successivo è passato al Tromsdalen con la formula del prestito. Ha debuttato in 1. divisjon in data 3 giugno 2007, sostituendo Christer Johnsgård nel successo per 1-0 sull'Haugesund.
Nell'estate del 2007 ha fatto ritorno al Tromsø, per cui ha potuto giocare la prima partita in Eliteserien il 2 settembre, sostituendo Joel Lindpere nella sconfitta casalinga per 2-4 contro l'Odd Grenland.
Nel 2008 è tornato al Tromsdalen, nel frattempo scivolato in 2. divisjon, ancora con la formula del prestito. Ha contribuito alla promozione in 1. divisjon arrivata al termine di quella stessa annata ed il Tromsdalen ne ha acquistato il cartellino a titolo definitivo.
Nel 2010 è tornato ancora al Tromsø. Il 30 giugno 2011 ha giocato il primo incontro nelle competizioni europee per club: è stato infatti titolare nel primo turno preliminare valido per l'Europa League 2011-2012, vinto per 5-0 sul Daugava.
Il 9 aprile 2012 ha trovato il primo gol nella massima divisione norvegese, contribuendo al successo per 3-0 sullo Stabæk. Al termine del campionato 2013, il Tromsø è retrocesso in 1. divisjon, ma ha riconquistato la promozione già nel 2014.
Il 14 ottobre 2015 ha firmato un rinnovo biennale con il Tromsø, legandosi quindi fino al 31 dicembre 2017. Il 12 gennaio 2018 ha firmato un nuovo accordo annuale col Tromsø.
Libero da vincoli contrattuali, in data 19 gennaio 2019 è passato all'HamKam.
Il 3 marzo 2020 è stato reso noto il suo passaggio all'Alta.

### Nazionale
Norbye ha rappresentato la Norvegia a livello Under-16, Under-17 e Under-18.

## Statistiche

### Presenze e reti nei club
Statistiche aggiornate al 1º aprile 2020.
| Stagione          | Club              | Campionato        | Campionato | Campionato | Coppe nazionali | Coppe nazionali | Coppe nazionali | Coppe continentali | Coppe continentali | Coppe continentali | Supercoppe | Supercoppe | Supercoppe | Totale | Totale |
| Stagione          | Club              | Comp              | Pres       | Reti       | Comp            | Pres            | Reti            | Comp               | Pres               | Reti               | Comp       | Pres       | Reti       | Pres   | Reti   |
| ----------------- | ----------------- | ----------------- | ---------- | ---------- | --------------- | --------------- | --------------- | ------------------ | ------------------ | ------------------ | ---------- | ---------- | ---------- | ------ | ------ |
| 2002              | Nordlys           | 3D                | 2          | 0          | CN              | 0               | 0               | -                  | -                  | -                  | -          | -          | -          | 2      | 0      |
| 2006              | Tromsø            | ES                | 0          | 0          | CN              | 1               | 0               | -                  | -                  | -                  | -          | -          | -          | 1      | 0      |
| gen.-ago. 2007    | Tromsdalen        | 1D                | 8          | 0          | CN              | ?               | ?               | -                  | -                  | -                  | -          | -          | -          | 8+     | 0+     |
| ago.-dic. 2007    | Tromsø            | ES                | 1          | 0          | CN              | -               | -               | -                  | -                  | -                  | -          | -          | -          | 1      | 0      |
| 2008              | Tromsdalen        | 2D                | ?          | ?          | CN              | ?               | ?               | -                  | -                  | -                  | -          | -          | -          | ?      | ?      |
| 2009              | Tromsdalen        | 1D                | 20         | 2          | CN              | ?               | ?               | -                  | -                  | -                  | -          | -          | -          | 20+    | 2+     |
| Totale Tromsdalen | Totale Tromsdalen | Totale Tromsdalen | 28+        | 2+         |                 | ?               | ?               |                    | -                  | -                  |            | -          | -          | 28+    | 2+     |
| 2010              | Tromsø            | ES                | 0          | 0          | CN              | 0               | 0               | -                  | -                  | -                  | -          | -          | -          | 0      | 0      |
| 2011              | Tromsø            | ES                | 16         | 0          | CN              | 2               | 0               | UEL                | 4                  | 0                  | -          | -          | -          | 22     | 0      |
| 2012              | Tromsø            | ES                | 28         | 4          | CN              | 6               | 0               | UEL                | 4                  | 0                  | -          | -          | -          | 38     | 4      |
| 2013              | Tromsø            | ES                | 23         | 0          | CN              | 4               | 0               | UEL                | 9                  | 0                  | -          | -          | -          | 36     | 0      |
| 2014              | Tromsø            | 1D                | 24         | 2          | CN              | 2               | 0               | UEL                | 4                  | 1                  | -          | -          | -          | 30     | 3      |
| 2015              | Tromsø            | ES                | 21         | 0          | CN              | 1               | 0               | -                  | -                  | -                  | -          | -          | -          | 22     | 0      |
| 2016              | Tromsø            | ES                | 26         | 0          | CN              | 4               | 1               | -                  | -                  | -                  | -          | -          | -          | 30     | 1      |
| 2017              | Tromsø            | ES                | 23         | 1          | CN              | 4               | 0               | -                  | -                  | -                  | -          | -          | -          | 27     | 1      |
| 2018              | Tromsø            | ES                | 3          | 0          | CN              | 2               | 0               | -                  | -                  | -                  | -          | -          | -          | 5      | 0      |
| Totale Tromsø     | Totale Tromsø     | Totale Tromsø     | 165        | 7          |                 | 26              | 1               |                    | 21                 | 1                  |            | -          | -          | 212    | 9      |
| 2019              | HamKam            | 1D                | 13         | 0          | CN              | 2               | 0               | -                  | -                  | -                  | -          | -          | -          | 15     | 0      |
| 2020              | Alta              | 2D                | 0          | 0          | CN              | 0               | 0               | -                  | -                  | -                  | -          | -          | -          | 0      | 0      |
| Totale            | Totale            | Totale            | 208+       | 9+         |                 | 28+             | 1+              |                    | 21                 | 1                  |            | -          | -          | 257+   | 9+     |